# لقمه‌ماهی پشت‌زبر
لقمه‌ماهی پشت‌زبر (نام علمی: Himantura kittipongi) نام یک گونه از سرده لقمه‌ماهی‌های شلاقی است.